# Over the Rainbow
Over the Rainbow (известна и като Somewhere Over the Rainbow) е популярна песен, написана от Харолд Арлън, а текстът е написан от Е. Харбърг. Създадена специално за изпълнението на Джуди Гарланд в касовия филм „Магьосникът от Оз“ от 1939, тя се превръща в една от най-емблематичните песни на столетието, в еталон за много бъдещи изпълнители. Тази песен става неразделна част от живота и кариерата на Джуди Гарланд и с течение на годините тя продължава да я изпълнява на музикалните подиуми.